# كينيث نيكولز
كينيث ديفيد نيكولز (13 نوفمبر 1907 - 21 فبراير 2000) ، المعروف أيضًا باسم نيك؛ هو ضابط في جيش الولايات المتحدة ، ومهندس مدني اشتهر من خلال أعماله في مشروع مانهاتن ، التي ساهمت في تطوير القنبلة الذرية أثناء الحرب العالمية الثانية ، كان نائبا للمهندس الإقليمي جيمس مارشال ، عمل كمهندس في مقاطعة مانهاتن للمهندسين منذ 13 أغسطس 1943 . ثم أصبح مسؤولا عن كل من منشأة إنتاج اليورانيوم في كلينتون الأشغال الهندسية في أوك ريدج ، ومرفق إنتاج البلوتونيوم في موقع هانفورد في ولاية واشنطن .